# Osmotisches Diuretikum
Osmotische Diuretika (auch: Osmodiuretika, Osmotika) sind hochmolekulare Substanzen, also solche mit einer hohen Molekülmasse, die im Glomerulus der Niere frei filtriert werden, im weiteren Verlauf des Tubulus jedoch nicht wieder resorbiert werden können. Dies führt dazu, dass sie Wasser osmotisch im Harn zurückhalten, welches normalerweise aus dem Primärharn wieder rückresorbiert worden wäre.
Wegen ihrer hohen Molekülmasse können osmotische Diuretika in der Regel nicht über den Darm aufgenommen werden und müssen deshalb parenteral verabreicht werden.
Auch Antidiabetika aus der Klasse der SGLT-2-Inhibitoren (Gliflozine) führen über die verstärkte Ausscheidung von Glukose zu einer osmotischen Diurese.

## Vertreter
- Mannit (Mannitol Infusionslösung, Osmofundin)
- Sorbit (Sorbitol Infusionslösung)

Als ein weiteres Beispiel für ein osmotisches Diuretikum kann man auch die Glucose (Traubenzucker) anführen. Bei Zuckerkranken kommt es ab einer bestimmten Höhe des Blutzuckerspiegels zu einem Übertritt von Glucose in den Urin, wenn die Filtrationskapazität der Nierentubuli erschöpft ist. Dies löst einen vermehrten Harnfluss aus, da Zucker Wasser osmotisch bindet. Diese Tatsache hat der Zuckerkrankheit auch ihren Namen gegeben: Diabetes mellitus heißt auf Deutsch „honigsüßer Durchfluss“.
Ähnliches gilt für erhöhte Serumkonzentrationen von Harnstoff bei proteinreicher Ernährung und für Bicarbonat bei Aufenthalten in der Höhe.

## Anwendungsbeispiel
Mannit wird beispielsweise zur Behandlung von Hirnödemen eingesetzt. Hierbei wird eine hypertonische Lösung des Wirkstoffes intravenös infundiert, damit das überschüssige Wasser dem osmotischen Druck folgend abfließen kann und infolgedessen der Hirndruck an der betroffenen Stelle absinkt.